# العلاقات الصربية اللاوسية
العلاقات الصربية اللاوسية هي العلاقات الثنائية التي تجمع بين صربيا ولاوس.

## مقارنة بين البلدين
هذه مقارنة عامة ومرجعية للدولتين:
| وجه المقارنة                                              | صربيا                                                      | لاوس        |
| --------------------------------------------------------- | ---------------------------------------------------------- | ----------- |
| المساحة (كم2)                                             | 88.36 ألف                                                  | 236.80 ألف  |
| عدد السكان (نسمة)                                         | 7.02 مليون                                                 | 6.86 مليون  |
| الكثافة السكانية (ن./كم²)                                 | 79.45                                                      | 28.97       |
| العاصمة                                                   | بلغراد                                                     | فيينتيان    |
| اللغة الرسمية                                             | اللغة الصربية                                              | اللغة اللاو |
| العملة                                                    | دينار صربي                                                 | كيب لاوي    |
| الناتج المحلي الإجمالي (بليون دولار)                      | 41.43 مليار                                                | 16.85 مليار |
| الناتج المحلي الإجمالي (تعادل القوة الشرائية) بليون دولار | 100.13 مليار                                               | 38.71 مليار |
| الناتج المحلي الإجمالي الاسمي للفرد دولار أمريكي          | 5.24 ألف                                                   | 1.82 ألف    |
| الناتج المحلي الإجمالي للفرد دولار أمريكي                 | 13.59 ألف                                                  |             |
| مؤشر التنمية البشرية                                      | 0.771                                                      | 0.575       |
| رمز المكالمات الدولي                                      | +381                                                       | +856        |
| رمز الإنترنت                                              | .rs، .срб ‏                                                 | .la         |
| المنطقة الزمنية                                           | توقيت وسط أوروبا، ت ع م+01:00، ت ع م+02:00، أوروبا/بلغراد ‏ | ت ع م+07:00 |

## منظمات دولية مشتركة
يشترك البلدان في عضوية مجموعة من المنظمات الدولية، منها:
| علم المنظمة | اسم المنظمة                        | تاريخ انضمام صربيا | تاريخ انضمام لاوس |
| ----------- | ---------------------------------- | ------------------ | ----------------- |
|             | مؤسسة التنمية الدولية              | 25 فبراير 1993     | 28 أكتوبر 1963    |
|             | يونسكو                             | 20 ديسمبر 2000     | 9 يوليو 1951      |
|             | وكالة ضمان الاستثمار متعدد الأطراف | 19 مارس 1993       | 5 أبريل 2000      |
|             | الأمم المتحدة                      | 1 نوفمبر 2000      | 14 ديسمبر 1955    |
|             | البنك الدولي للإنشاء والتعمير      | 25 فبراير 1993     | 5 يوليو 1961      |
|             | منظمة حظر الأسلحة الكيميائية       | ?                  | ?                 |
|             | مؤسسة التمويل الدولية              | 25 فبراير 1993     | 29 يناير 1992     |
|             | منظمة الشرطة الجنائية الدولية      | ?                  | ?                 |

## وصلات خارجية
- موقع وزارة الخارجية الصربية
- موقع وزارة الخارجية اللاوسية